# Hökvattnet (Frostvikens socken, Jämtland)
Hökvattnet är en sjö i Strömsunds kommun i Jämtland och ingår i Ångermanälvens huvudavrinningsområde. Sjön har en area på 0,464 kvadratkilometer och ligger 557 meter över havet. Hökvattnet ligger i Frostvikenfjällen Natura 2000-område. Vid provfiske har röding och öring fångats i sjön.

## Delavrinningsområde
Hökvattnet ingår i det delavrinningsområde (716252-145632) som SMHI kallar för Utloppet av Hökvattnet. Medelhöjden är 578 meter över havet och ytan är 1,86 kvadratkilometer. Det finns inga avrinningsområden uppströms utan avrinningsområdet är högsta punkten. Vattendraget som avvattnar avrinningsområdet har biflödesordning 4, vilket innebär att vattnet flödar genom totalt 4 vattendrag innan det når havet efter 284 kilometer. Avrinningsområdet består mestadels av skog (69 procent). Avrinningsområdet har 0,46 kvadratkilometer vattenytor vilket ger det en sjöprocent på 24,9 procent.